# パブロ・ティアム
パブロ・デンバ・ティアム（Pablo Demba Thiam, 1974年1月3日 - ）は、ギニア・コナクリ出身の元同国代表サッカー選手。現役時代のポジションはミッドフィールダー。

## 経歴

### クラブ
ティアムは、ギニアの外交官の息子として西ドイツの首都ボンで育った。MSVボンでキャリアを開始し、15歳の時に1.FCケルンのユースチームに加入した。1990年にユースB(U-17) チームでユースBドイツサッカー選手権を制覇した。1991年にはユースA(U-19) でDFBユースカップ決勝、1992年にはドイツカップ決勝へ進出した。
1994年11月のホームで1-3と敗北したボルシア・メンヒェングラートバッハ戦でトップリーグデビューをした。ティアムは、試合直前まで自分が出場するとは知らなかった。それから9試合後の4月のバイエルン・ミュンヘン戦で、ティアムは将来所属することになるクラブ相手にブンデスリーガ初ゴールとなる先制点を決め、3-1で勝利した。
1998年にVfBシュトゥットガルトへ移籍、2001年にはバイエルン・ミュンヘンへ移籍するもバイエルンでの出場機会は少なかった。
2003年1月にVfLヴォルフスブルクへ移籍。ここでは、リーダーとしてキャプテンを務めた。しかし、クラウス・アウゲンターラーが新たに監督に就任すると、頻繁にリザーブに落とされⅡチームへまわされることがあった。したがって、2006年から2008年の間は、僅か出場16試合となりクラブのアマチュアチームでプレーした。2007-08シーズン終了後、リーグ通算311試合23ゴールを記録し引退した。それに加えて、DFBカップで17試合（ケルン3試合・シュトゥットガルト5試合・バイエルン5試合・ヴォルフスブルク3試合）・国際カップ8試合（ケルン7試合・ヴォルフスブルクでUEFAインタートトカップ1試合）に出場した。

### 代表
ティアムは、ギニア代表として31試合1ゴールを記録し、3度のアフリカネイションズカップに出場した。1994・1998年の2大会ではグループリーグ3位で敗退したが、2006年大会ではグループリーグを全勝で突破するも、準々決勝のセネガルに2-3で敗れた。

### 引退後
監督やスポーツディレクターを務めているフェリックス・マガトの下、VfLヴォルフスブルクのアシスタントコーチに2010年までの契約で就任し、現在はクラブのU-23チームで運動ディレクターを務めている。